# Ghetto de Mir
| \| Mir (Biélorussie) \| Localisation de Mir sur la carte de la Biélorussie. |
| Mir (Biélorussie)                                                           |

Le ghetto de Mir (en biélorusse Мір ; en russe Мир ; en polonais Mir ; en hébreu : תיר) est un des ghettos de Biélorussie pendant la Seconde Guerre mondiale qui a existé du 9 novembre 1941 au 13 août 1943. un lieu de déplacement sous la contrainte des Juifs du village de Mir (Biélorussie) dans le voblast de Hrodna, selon le processus de la Shoah à l'époque de l'occupation des territoires de l'URSS par les forces armées du Troisième Reich durant la Seconde Guerre mondiale. Ce ghetto est un exemple de soulèvements de ghettos durant la Seconde Guerre mondiale : une évasion de 167 jeunes gens juifs dans la forêt fut organisée et réussie en partie.

## Présence juive à Mir
Les premiers peuplements juifs de Mir (Biélorussie) datent du début du XVIIe siècle. La communauté de Mir se trouvait à ses débuts sous la juridiction de celle de Niasvij voisine. Mais, à la suite de son développement rapide, elle acquit son autonomie. D'autant plus que la famille Radziwiłł, propriétaire du château de Mir à l'époque, leur accordait la liberté de régler leurs affaires judiciaires entre eux.
Au début du XVIIIe siècle, Mir devint un important centre spirituel juif, polono-lituanien.

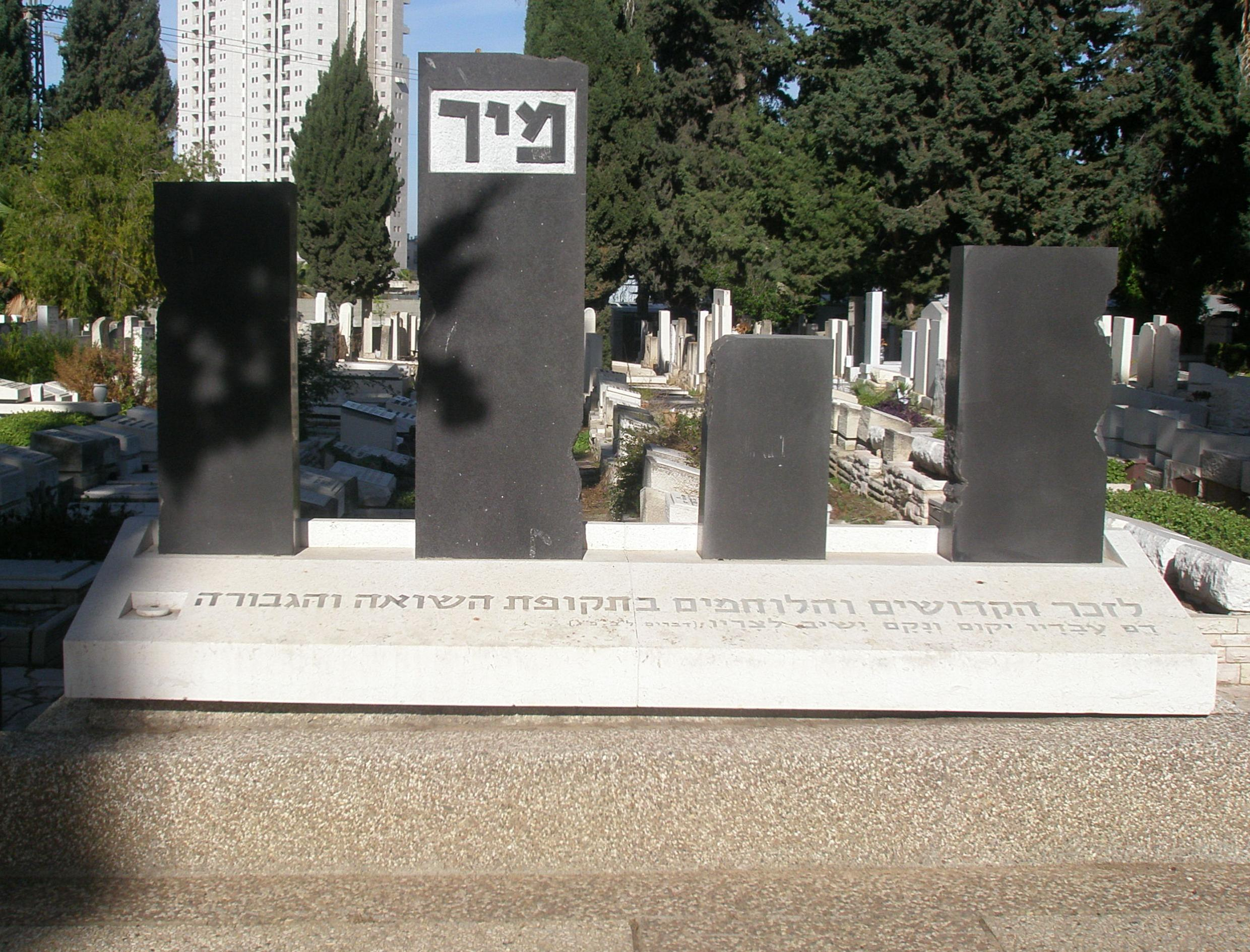
Mir holocaust mémorial/cimetière Nachlat Yitschak à Givatayim Israël

Dans les années 1920, la population juive de la petite ville était de plus de 2 000 habitants, soit 55 % de la population totale. Ce chiffre s'accrut lors de l'invasion de la Pologne à partir de septembre 1941. La Yeshiva de Mir attirait à cette époque jusqu'à 500 étudiants en provenance de toutes les régions d'Europe. Un Tarbut existait dans la ville qui organisait l'enseignement.

## Occupation de Mir, massacre et création du ghetto
Mir fut prise et occupée par les Allemands à partir du 27 juillet 1941. La petite ville est intégrée au Reichskommissariat Ostland créé par les Allemands. Dès le 9 novembre 1941, 1 500 Juifs de la ville furent fusillés, tandis que 850 Juifs étaient chassés dans le ghetto.
À partir de mai 1942, ils furent enfermés dans la vieille citadelle de Mir : le château de Mir.

## Résistance organisée
Dans le ghetto de Mir existait un groupe de résistants composés de 80 personnes dirigés par Shmuel Oswald Rufeisen. Ayant eu connaissance de témoignages sur le sort que leur réservait les Allemands lors de la destruction du ghetto, ce groupe organisa, le 9 août 1942, la fuite de 167 jeunes gens et jeunes filles dans les bois. Ces évadés se heurtèrent à l'antisémitisme qui régnait parmi les partisans soviétiques. Beaucoup moururent de ce fait, se trouvant isolés dans la forêt, mais certains parvinrent à rentrer dans d'autres organisations plus ouvertes. Les Partisans Bielski par exemple, qui agissaient dans même voblast de Hrodna, formaient un groupe de partisans juifs. En juillet 1944, il ne restait plus que 40 personnes en vie de ce groupe d'évadés.

## Destruction du ghetto
Le 13 août 1942, les Juifs survivants du ghetto furent exterminés par les Allemands.

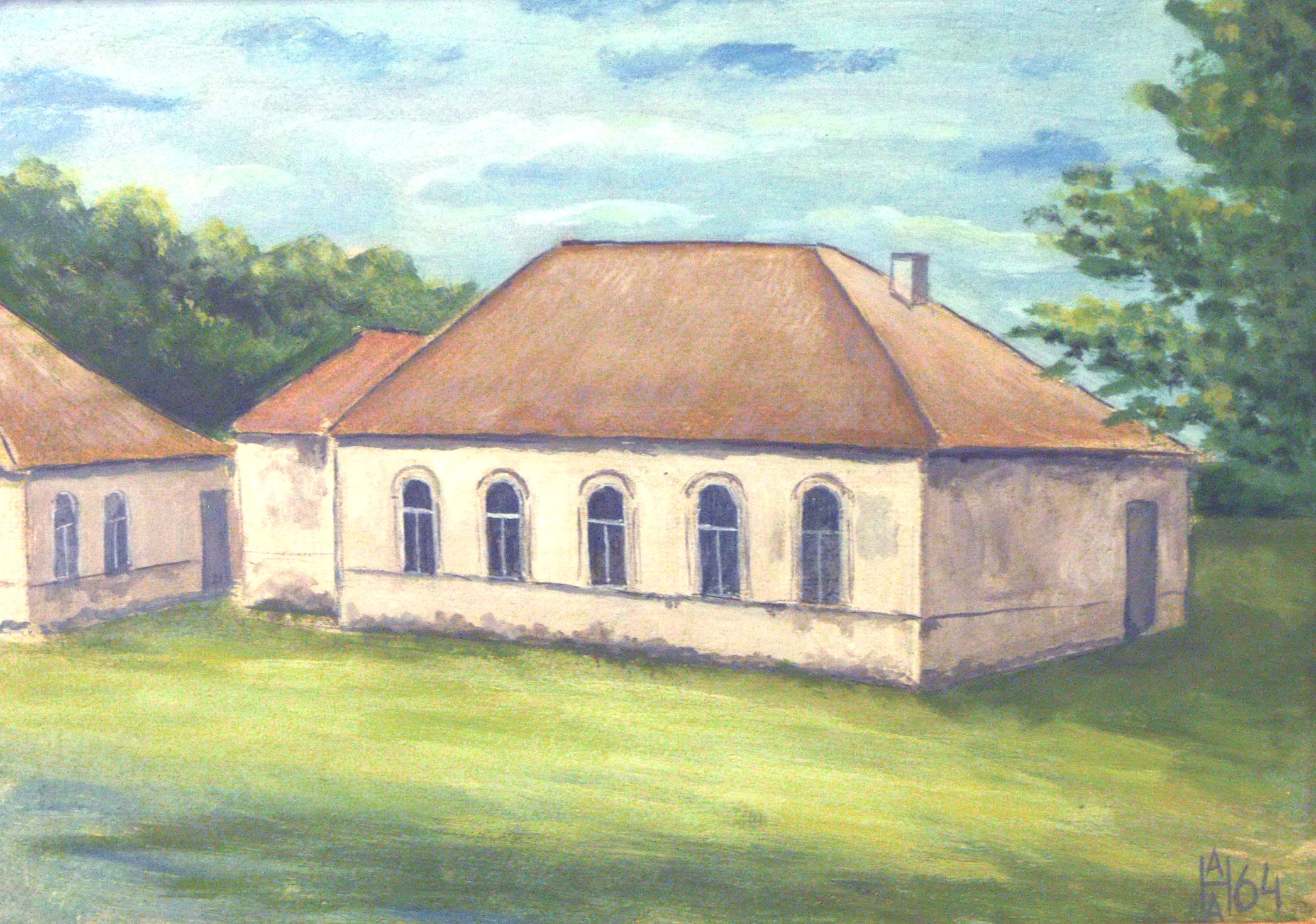
Mir - synagogue 1964 Anatoly Nalivaev

## Mémoire
En 1966, une plaque gravée a été apposée à l'endroit où furent exécutes les prisonniers du ghetto. Les données concernant le nombre de Juifs qui subsisteraient encore à Mir sont inconnues.